# Cnaeus Manlius Cincinnatus
Pour les articles homonymes, voir Manlius.
Cnaeus Manlius Cincinnatus est un homme politique romain du Ve siècle av. J.-C., consul en 480 av. J.-C.

## Famille
Il serait le premier membre de la gens des Manlii à atteindre le consulat. Il est le fils d'un Publius Manlius. Le cognomen de Cincinnatus est donné par les sources tardives du IVe siècle av. J.-C. À cette époque, seuls des membres de la gens des Quinctii portent également ce cognomen.

## Biographie
En 480 av. J.-C., il est élu consul avec Marcus Fabius Vibulanus pour collègue,. Comme les années précédentes depuis la tentative échouée de Spurius Cassius Vecellinus, un tribun de la plèbe, Tiberius Pontificius, propose une loi agraire et s'oppose à la mobilisation, mais les patriciens, aidés des autres tribuns de la plèbe corrompus, parviennent à effectuer les levées. C'est le début de la guerre contre Véies et contre l'Étrurie en général, qui dure jusqu'en 476 av. J.-C.
Les Étrusques lancent une grande offensive pour profiter de la faiblesse de Rome due aux luttes internes qui ont déjà provoqué des mutineries. Une fois les deux armées installées dans leur camp respectif, les consuls refusent le combat, craignant que leurs propres troupes ne leur obéissent pas. Les Véiens tentent de les provoquer pour précipiter le combat et désorganiser les Romains. Mais ces provocations ont l'effet inverse et fédèrent les soldats contre l'ennemi étrusque. Alors qu'ils demandent à engager le combat, le consul Vibulanus fait jurer son armée devant les dieux qu'ils gagneront la bataille et ordonne à l'armée de sortir du camp pour faire face à l'ennemi.
Les Véiens sûrs que les Romains se mutineraient comme face aux Èques dans la dernière guerre, sont d'abord repoussés, jusqu'à ce que Quintus Fabius Vibulanus, frère du consul, tombe au premier rang. Après un moment de panique, l'armée romaine, relancée par les Fabii, défait le gros de l'armée étrusque après une rude et longue bataille. Mais quelques cohortes ennemies tentent d'attaquer le camp romain et parviennent à tuer le consul Cincinnatus, avant d'être massacrées par l'autre consul victorieux. De retour à Rome, le Sénat décerne le triomphe au consul survivant pour cette victoire mais Vibulanus le refuse car son collègue et un de ses frères sont morts au combat. Il célèbre les funérailles des deux consulaires et abdique peu après,.